# Strikeforce Challengers: Villasenor vs. Cyborg
Strikeforce Challengers: Villasenor vs. Cyborg foi um evento de artes marciais mistas promovido pelo Strikeforce. O segundo evento do Challengers ocorreu em 19 de junho de 2009, no ShoWare Center em Kent, Washington.

## Background
O evento foi sancionado pela Comissão Atlética do Estado de Washington, onde, ao contrário das outras comissões atléticas, não se usa um pound de tolerância durante as pesagens. Em resposta, Strikeforce fez contratos onde automaticamente aceitava lutas em peso casado para os lutadores o pound extra.

## Ligações Externas
- Site Oficial do Strikeforce